# Fernando de Noronha (île)
Pour les articles homonymes, voir Fernando de Noronha.
Fernando de Noronha est l'île principale de l'archipel Fernando de Noronha. Elle est située dans l'océan Atlantique Sud. L'île relève de l'État de Pernambouc, au Brésil. Le centre urbain et administratif de l'archipel est la ville de Vila dos Remédios (pt). Elle est la seule île habitée en permanence de l'archipel.

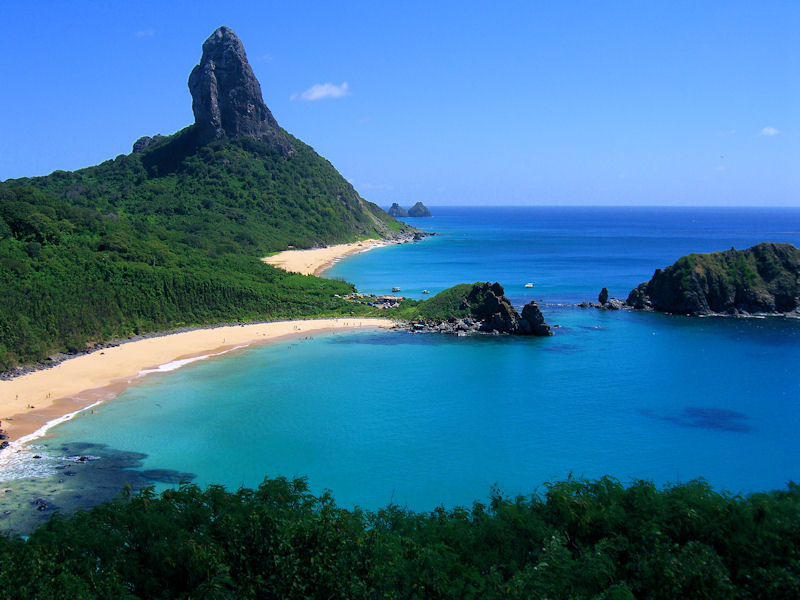
Morro do Pico et plages de Do Meio et Conceição

## Histoire
L'archipel aurait été découvert en 1500 par le navigateur portugais Gaspar de Lemos, commandant d'un des navires de la flotte de Pedro Álvares Cabral dans l'expédition qui découvrit le Brésil.
D'autres historiens pensent que c'est l'expédition de Gonçalo Coelho, financée par Fernão de Noronha, qui découvrit l'île le 24 juillet 1503. Il obtient une concession de la part de la Couronne portugaise pour exploiter les ressources naturelles du Brésil pendant 3 ans et, en 1503, un contrat d'exploitation du pernambouc, un bois de valeur, utilisé en teinturerie. Ses associés et lui-même financent l'expédition de Gonçalo Coelho qui découvre l'île, au large du Brésil, baptisée São João da Quaresma. Le roi Manuel Ier  confie à Fernão de Noronha, en 1504, la première capitainerie du littoral du Brésil, São João da Quaresma, rebaptisée plus tard, ainsi que l'archipel, Fernando de Noronha en son honneur.

## Géographie
L'île mesure 18,4 km2 sur les 26 km2 de l'archipel dont elle fait partie. Son point culminant et celui de l'archipel est le Morro do Pico (pt) à 321 m d'altitude. Les autres sommets sont le Morro do Espinhaço (223 m), le Morro do Francês (195 m), l'Alto da Bandeira (160 m), le Morro do Curral (126 m), le Morro Boa Vista (117 m) et le Morro de Santo Antônio (105 m). Sa côte se compose de seize plages de sable et se trouve en partie dans le parc national marin de Fernando de Noronha.

## Climat
Le classification climatique de l'île et de l'archipel est un climat tropical de savane.

## Économie
L'économie de l'île est dominée en quasi-totalité par le tourisme, facilité par la présence d'un aérodrome reliant en vol direct les villes brésiliennes de Natal et Recife.

## Transport
L'île est desservie par l'aérodrome de Fernando de Noronha et l'autoroute BR-363 (es).